# Đakovo stuteri
Đakovo statliga stuteri (kroatiska: Državna ergela Đakovo) är ett statligt stuteri i Đakovo i Kroatien. Vid stuteriet som grundades år 1506 bedrivs hästavel av lipizzanerhästar. Stamhingsten är av hingstlinjen Tulipan. Stuteriet består av två avdelningar: hingststallet i centrala Đakovo där hingstar tränas och dresseras samt stuteriets andra avdelning i Ivandvor några kilometer från Đakovos centrum där stuteriet håller ston och föl. Stuteriet är öppet för besökande.       

## Historik

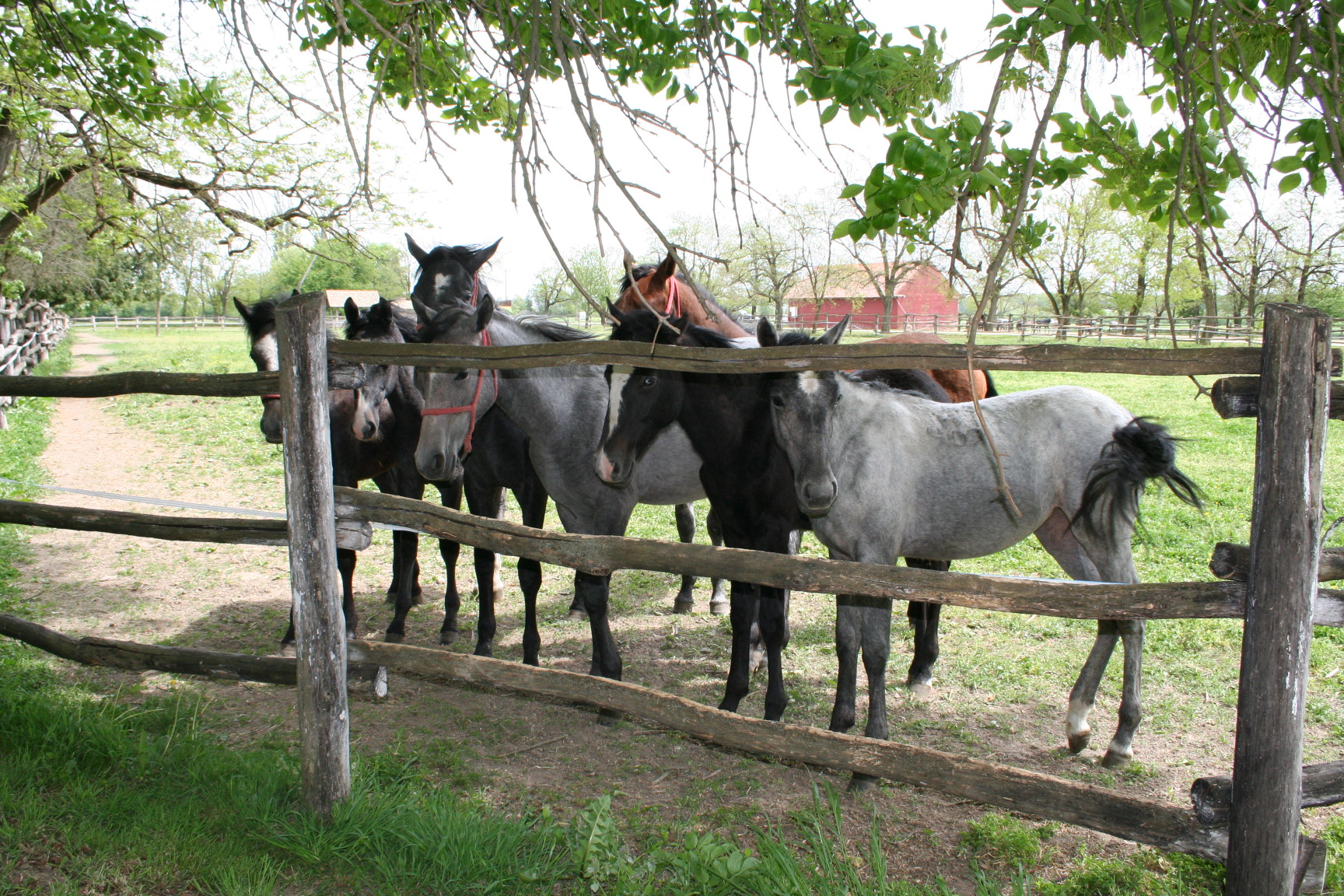
Lipizzanerföl i Ivandvor år 2015.

Stuteriet omnämns för första gången i skrift år 1506 och detta anses vara årtalet för dess grundande. Vid den tiden ägdes stuteriet av Đakovos dåvarande biskop Mijo Kesarić som där höll nittio arabiska fullblod. Historiska dokument antyder dock att ett stuteri, om än inte omnämnt som 'stuteri', kan ha existerat långt tidigare. Fram till år 1806 bedrevs företrädesvis avel av arabiska fullblod vid stuteriet. 
Sedan ett krig år 1805 utbrutit mellan Österrike och Frankrike evakuerades lipizzanerhästarna från stuteriet i Lipizza (dagens Lipica i Slovenien) till stuteriet i Đakovo i dåvarande Österrike. År 1806 påbörjades uppfödning av lipizzanerhästar i Đakovo. 
Stuteriet Đakovo har genom åren fött upp många fina exemplar av lipizzanerhästar och besöktes år 1972 av den brittiska drottningen Elizabeth II, prins Philip och prinsessan Margaret. Besöket föranledes av att ett fyrspann av lipizzanerhästar från stuteriet i Đakovo deltagit vid invigningen av de olympiska sommarspelen 1972 och då imponerat på den kungliga familjen.